# Helius pervenustus
Helius pervenustus är en tvåvingeart som beskrevs av Alexander 1953. Helius pervenustus ingår i släktet Helius och familjen småharkrankar.
Artens utbredningsområde är Costa Rica. Inga underarter finns listade i Catalogue of Life.